# Die Lieblosen
Die Lieblosen ist ein Filmdrama der Regisseurin Kathryn Bigelow und des Ko-Regisseurs Monty Montgomery, aus dem Jahr 1982. Der Film ist nur im englischen Originalton erhältlich. Am 12. Mai 1984 lief der Film auf dem Sender WDR, mit deutschen Untertiteln und leicht verändertem Soundtrack.

## Handlung
Auf dem Weg von Detroit nach Daytona sucht eine Motorradgang eine Werkstatt zur Reparatur eines Kettenschadens an Hurleys Harley-Davidson. Schauplatz der Handlung ist ein nicht genannter Ort in Georgia, USA, im Jahre 1959. Zuerst trifft Vance ein, zuvor hatte er einer Prostituierten bei einer Reifenpanne ihres T-Bird geholfen und dabei ihre Geldbörse geleert. Er wartet im Liberty Truck Stop auf die anderen. Dort bedient Augusta. Mit ihr kommt Vance ins Gespräch, sie erzählt, seit dem Tode ihres Mannes hier festzusitzen. Ihre Chefin Evie nimmt die Rocker als Bedrohung wahr.
Dann kommen La Ville, Davis und Debbie. Später treffen Ricky und Hurley mit dem defekten Motorrad ein. Vance mietet die örtliche Werkstatt von Johns Vater Buck, lernt dort Talena kennen und besorgt Dixie-Bier und Thunderbird Schnaps im Liquor Shop eines Farbigen. Talena erzählt Vance von ihrer toten Mutter und ihrem Vater, eine Mitschuld des Vaters am Selbstmord ihrer Mutter wird angedeutet. Ihr Vater Tarver hat ihr ein Cabriolet geschenkt. Er ist in einer kurzen Szene in der Schwarzensiedlung zu sehen, in der illegale Geschäfte des Vaters angedeutet werden.
Den Nachmittag verbringt Vance mit Talena im Midway Motel. Dort werden sie von Talenas Vater überrascht, der die Reifen von Talenas 57er Corvette zerschießt und sie mitnimmt. Ein möglicher Missbrauch durch den Vater wird angedeutet. Die anderen trinken und tanzen in der Werkstatt, erzählen sich dabei Anekdoten aus ihrer gemeinsamen kriminellen Vergangenheit und spielen mit ihren Klappmessern, bevor sie vor der Stadt Schießübungen machen. Auf dem Rückweg kommen ihnen Tarver und Talena entgegen und Tarver fährt den Wagen in den Straßengraben, da die beiden im Auto eine Auseinandersetzung haben. Nachdem Hurley die Motorradkette repariert hat, fährt er ein Rennen gegen einen Redneck im Auto, das dabei explodiert.
In der Lounge des Hotels treffen sich die Bewohner des Ortes abends mit den Motorradfahrern. Debbie hat draußen Sex im Stehen, ihr Freund Davis schaut inzwischen Augusta beim Strippen zu. Tarver überredet seinen Bruder Sid, gegen die Motorradfahrer vorzugehen. Es kommt zur Schießerei, als Talena ihren Vater erschießt. Sie erschießt sich danach selbst, in dem Wagen ihres Vaters. Vance schaut dabei zu. Davis zerschießt die Bar. Im Morgengrauen verlassen die Motorradfahrer den Ort.

## Kritiken
„In ruhigem, suggestivem Rhythmus erzählter Debütfilm von bemerkenswerter handwerklicher Professionalität, der mittels Musikeinsatzes und filmischer Zitate Figuren und Handlung stilisiert und ein detailliertes Abbild der damaligen Atmosphäre und Musik schafft.“

## Trivia
- Der Film ist ein Remake von Der Wilde (Originaltitel: The Wild One) aus dem Jahr 1953. Regie führte László Benedek und mit Marlon Brando in der Hauptrolle.[2]
- Der Film wurde mit Fahrzeugen und Requisiten aus den 1950er Jahren ausgestattet.
- Die Filmmusik stammt unter anderem vom Darsteller Robert Gordon, der als Rock'n'Roll-Musiker bekannt ist. Er nahm zwar das für die Musik vorgesehene Budget, lieferte aber keinen vollständigen Soundtrack ab.
- Robert Gordon hat nach dem Dreh Vances originale 55er Harley als Einrichtungsgegenstand genutzt.
- Im Film gibt es fast keine Kamerafahrten oder Schwenks.
- Die Angst vor Halbstarken-Gangs und die Abneigung der Weißen im Süden gegen Farbige wird im Film thematisiert.
- Liz Gans hat tatsächlich als Stripperin gearbeitet.
- Hergestellt wurde der Film in 27 Drehtagen am alten Highway 17 bei Hardeeville nahe Savannah, Georgia.
- Morty Montgomery hat einen Cameo-Auftritt als Beifahrer des Rednecks.
- Der ursprüngliche Titel des Films US 17 wurde vom Verleih in Breakdown und später in The Loveless geändert.
- Entsprechend Billy Idols Autobiografie "Dancing with myself", ist "The Loveless" vom Album "Charmed Life" eine Anerkennung an den Film.

## Soundtracks
- Rentless von Eddy Dixon
- Coffee House Bunny von Evan Lurie
- I Want to Be Wanted von Brenda Lee
- Raunchy von Bill Justis
- Rip It Up von Little Richard
- Teen Beat von Sandy Nelson
- The Stroll von The Diamonds
- Calypso 17 Theme von Robert Gordon
- Goodbye Baby von John Scott
- I'm dreaming of you von John Scott
- So young von Dwight Shermann
- Wasting my time von Marshall Crenshaw

## Premieren
Der Film feierte im März 1982 bei den Filmex Film Festival in Los Angeles Premiere. Am 13. September 1982 wurde der Film auf den Toronto Film Festival vorgeführt, bevor er, zwei Jahre später, am 20. Januar 1984 in die US-amerikanischen Kinos (in New York) kam. Im gleichen Jahr lief der Film unter dem Titel Black Leather, am 25. Mai in Schweden an.